# Реал Мурсия
«Реал Мурсия» (исп. Real Murcia CF) — испанский футбольный клуб из города Мурсия, в провинции и автономном сообществе Мурсия. Клуб основан в 1919 году, домашние матчи проводит на стадионе «Нуэва-Кондомина», вмещающем 31 179 зрителей, с 1924 до 2006 года домашним стадионом являлась «Ла-Кондомина». Резервной командой является клуб «Реал Мурсия Империал».

## История
Наибольших успехов команда добилась в 1980/81—1988/89 годах.

## Сезоны по дивизионам
- Примера — 18 сезонов
- Сегунда — 53 сезона
- Сегунда B — 10 сезонов
- Терсера — 5 сезонов

## Достижения
- Сегунда
  - Победитель (8, рекорд): 1939/40, 1954/55, 1962/63, 1972/73, 1979/80, 1982/83, 1985/86, 2002/03
- Сегунда B
  - Победитель: 1992/93